# Kavita Ramdas
 (février 2023).
Kavita Nandini Ramdas (née en 1963 à New Delhi), est une avocate pour l'équité et la justice entre les sexes.
Auparavant, elle est directrice du programme pour les droits des femmes de l'Open Society Foundations et conseillère principale du président de la Fondation Ford, Darren Walker. Elle assume ce poste en 2015 après avoir servi pendant trois ans en tant que représentante de Ford en Inde, représentant le bureau en Inde, au Népal et au Sri Lanka. Auparavant, elle est directrice exécutive du programme sur l'entrepreneuriat social au Freeman Spogli Institute for International Studies de l'université Stanford. Elle est surtout connue pour sa contribution à la philanthropie féministe en tant qu'ancienne présidente et PDG du Global Fund for Women.

## Biographie

### Contexte et affiliations
Kavita Ramdas est la fille de Lalita Ramdas et de l'amiral Laxminarayan Ramdas, ancien chef de la marine indienne,.
Kavita Ramdas est née à Delhi, en Inde, et grandit à Mumbai, Delhi, Londres, Rangoun et Bonn. Elle fréquente le lycée du Nikolaus Cusanus Gymnasium à Bad Godesberg, Bonn, Allemagne ; la cathédrale et l'école John Connon, Mumbai, et est diplômée de l'école Springdales, New Delhi, en 1980. Elle étudie les sciences politiques au Hindu College, Université de Delhi pendant deux ans jusqu'en 1982. En 1983, elle reçoit une bourse au Mount Holyoke College, South Hadley, Massachusetts, où elle obtient son BA en relations internationales en 1985 et son MPA en développement international et en politiques publiques de la Woodrow Wilson School of Public and International Affairs de l'université de Princeton en 1988.
En 1990, elle épouse Zulfiqar Ahmad, un défenseur de la paix, qu'elle avait rencontré à l'université. Il est le neveu de l'universitaire pakistanais et militant anti-guerre, Eqbal Ahmad, l'un des Harrisburg Seven. Compte tenu de la stature de son père en tant qu'officier supérieur de la marine, il y avait des spéculations selon lesquelles leur relation pourrait compromettre la sécurité nationale de l'Inde.
Kavita Ramdas est un ancien membre du groupe consultatif du programme de développement mondial de la Fondation Bill-et-Melinda-Gates, et siège au conseil d'administration de l'université de Princeton, au conseil des conseillers sur l'équité entre les sexes à la Woodrow Wilson School de l'Université de Princeton, et sur le Conseil consultatif de l'Université asiatique pour les femmes et l'Initiative du millénaire des femmes africaines sur la pauvreté et les droits de l'homme. Elle est membre du Henry Crown Fellow's Program de l'Aspen Institute et a précédemment été membre du conseil d'administration du Women's Funding Network.

### Global Fund for Women
Kavita Ramdas est présidente et directrice générale du Global Fund for Women de 1996 à 2010. Pendant son mandat, les actifs de Global Fund for Women sont passés de 6 millions de dollars à 21 millions de dollars. L'octroi de subventions est passé à 8 millions de dollars par an et le nombre de pays dans lesquels Global Fund for Women a accordé des subventions a presque triplé pour atteindre plus de 160 pays. Elle supervise également la première campagne de dotation de Global Fund for Women et la création du fonds appelé Now or Never Fund pour assurer la participation des femmes aux questions internationales critiques.
Ramdas a également occupé des postes de conseil et/ou de gestion chez MADRE, la Fondation John D. et Catherine T. MacArthur, la Fondation Ford et le programme de l'université Stanford sur l'entrepreneuriat social.
En 2018, Ramdas a été nommée directrice des programmes sur les droits des femmes pour les Open Society Foundations.